# Quercus litseoides
Quercus litseoides là một loài thực vật có hoa trong họ Cử. Loài này được Dunn miêu tả khoa học đầu tiên năm 1909.

## Hình ảnh